# Fernando González-Camino y Aguirre
Fernando González-Camino y Aguirre (Esles, Santa María de Cayón, 1905 - Madrid, 1973) va ser un enginyer industrial, militar i historiador espanyol, capità general d'Aragó i cap d'Estat Major de l'Exèrcit de Terra durant el franquisme
En 1921 va ingressar a l'Acadèmia d'Artilleria de Segòvia i en 1925 s'hi va graduar com a tinent. En 1931 es graduà com a capità d'Estat Major. En esclatar la guerra civil espanyola es va unir al bàndol revoltat i fou cap d'operacions en la defensa del setge d'Oviedo i cap d'estat major de la VI Brigada de Navarra. Després de la guerra fou professor d'Estat Major i agregat militar a l'ambaixa d'Espanya als Estats Units fins 1948.
Molt vinculat a Cantàbria, va formar part del Centro de Estudios Montañeses i fou conseller de la Institución Cultural de Cantabria. En 1961 fou professor principal a l'Escola Superior de l'Exèrcit. En 1964 va participar en la fundació del Centre Superior d'Estudis de la Defensa Nacional (CESEDEN) Com a general fou governador militar de Biscaia i cap de la Divisió Motoritzada "Maestrazgo".
Ascendit a tinent general, l'abril de 1968 fou nomenat Capità general de la V Regió Militar. Poc després deixà el càrrec quan fou nomenat cap d'Estat Major de l'Exèrcit de Terra, càrrec que va ocupar fins a juny de 1971, quan va passar a situació de destí.

## Obres
- Las Asturias de Santillana en 1404 (1930)
- La escultura funeraria de la Montaña (1934)
- Las reales fábricas de artillería de Liérganes y La Cavada (1972).
- “Bibliotecas medievales montañesas”, a Homenaje a don Miguel Artigas (1932)
- “Castillos y fortalezas de Santander” a La Revista de Santander (1930).